# لويك بويو
لويك بويو (بالفرنسية: Loïc Puyo)‏ هو لاعب كرة قدم فرنسي في مركز الوسط، ولد في 19 ديسمبر 1988 في أورليان في فرنسا. لعب مع إي أس نانسي ونادي أميان ونادي أورليانز ونادي أوكسير.

## وصلات خارجية
- لويك بويو على موقع رابطة كرة القدم الفرنسية للمحترفين (الإنجليزية)
- لويك بويو على موقع قاعدة بيانات كرة القدم.إي يو (الإنجليزية)
- لويك بويو على موقع Soccerway.com (الإنجليزية)
- لويك بويو على موقع AS.com (الإسبانية)